# بی‌ای‌ای ابدان کالدرون

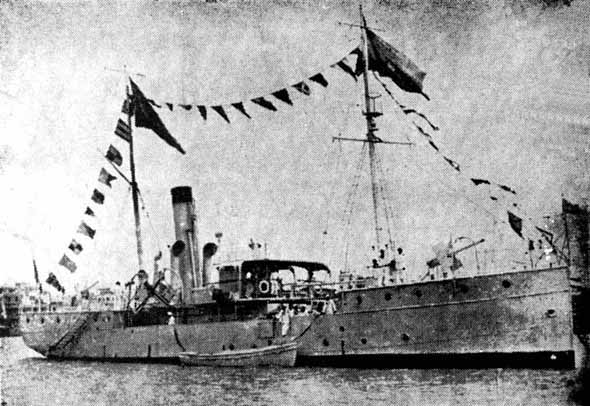
کشتی BAE Abdón Calderón

بی‌ای‌ای ابدان کالدرون (به انگلیسی: BAE Abdón Calderón) یک کشتی است که طول آن ۴۰ متر (۱۳۱ فوت ۳ اینچ) می‌باشد. این کشتی  در سال ۱۸۸۶ ساخته شد.